# Giải bóng chuyền nam Vô địch châu Á 1993
Giải bóng chuyền nam Vô địch châu Á 1993 là giải Vô địch châu Á lần thứ 7, được tổ chức từ 11 đến 19 tháng 9 năm 1993 ở Nakhon Ratchasima, Thái Lan.

## Vòng loại

### Bảng A
| Ngày |          | Điểm |          | Set 1 | Set 2 | Set 3 | Set 4 | Set 5 | Tổng |
| ---- | -------- | ---- | -------- | ----- | ----- | ----- | ----- | ----- | ---- |
|      | Thái Lan | 3–?  | Pakistan |       |       |       |       |       |      |

### Bảng B
| Ngày       |          | Điểm |             | Set 1 | Set 2 | Set 3 | Set 4 | Set 5 | Tổng  |
| ---------- | -------- | ---- | ----------- | ----- | ----- | ----- | ----- | ----- | ----- |
|            | Nhật Bản | 3–0  | Iran        |       |       |       |       |       |       |
| 14 tháng 9 | Iran     | 3–1  | New Zealand | 15–8  | 10–15 | 15–11 | 15–8  |       | 55–42 |
| 15 tháng 9 | Nhật Bản | 3–0  | New Zealand | 15–3  | 15–8  | 15–0  |       |       | 45–11 |

### Bảng C
| Ngày       |            | Điểm |                   | Set 1 | Set 2 | Set 3 | Set 4 | Set 5 | Tổng  |
| ---------- | ---------- | ---- | ----------------- | ----- | ----- | ----- | ----- | ----- | ----- |
| 14 tháng 9 | Hàn Quốc   | 3–0  | Đài Bắc Trung Hoa | 15–11 | 15–10 | 15–1  |       |       | 45–22 |
|            | Kazakhstan | 3–1  | Hàn Quốc          | 15–11 | 12–15 | 16–14 | 15–10 |       | 58–50 |

### Bảng D
|      |             | Điểm | Trận đấu | Trận đấu | Set | Set | Set   | Điểm | Điểm | Điểm  |
| Hạng | Đội         | Điểm | T        | B        | T   | B   | Tỷ lệ | T    | B    | Tỷ lệ |
| ---- | ----------- | ---- | -------- | -------- | --- | --- | ----- | ---- | ---- | ----- |
| 1    | Trung Quốc  | 8    | 4        | 0        | 12  | 0   | MAX   |      |      |       |
| 2    | Úc          | 7    | 3        | 1        | 9   | 3   | 3.000 | 162  | 95   | 1.705 |
| 3    | Qatar       | 6    | 2        | 2        |     |     |       |      |      |       |
| 4    | Philippines | 5    | 1        | 3        |     |     |       |      |      |       |
| 5    | Bangladesh  | 4    | 0        | 4        |     |     |       |      |      |       |

| Ngày       |             | Điểm |             | Set 1 | Set 2 | Set 3 | Set 4 | Set 5 | Tổng  |
| ---------- | ----------- | ---- | ----------- | ----- | ----- | ----- | ----- | ----- | ----- |
| 11 tháng 9 | Úc          | 3–0  | Philippines | 15–10 | 15–0  | 15–2  |       |       | 45–12 |
| 11 tháng 9 | Trung Quốc  | 3–0  | Bangladesh  |       |       |       |       |       |       |
| 12 tháng 9 | Bangladesh  | 0–3  | Úc          | 4–15  | 4–15  | 13–15 |       |       | 21–45 |
| 12 tháng 9 | Qatar       | 0–3  | Trung Quốc  | 6–15  | 7–15  | 4–15  |       |       | 17–45 |
| 13 tháng 9 | Philippines | 3–?  | Bangladesh  |       |       |       |       |       |       |
| 13 tháng 9 | Úc          | 3–0  | Qatar       | 15–7  | 15–5  | 15–5  |       |       | 45–17 |
| 14 tháng 9 | Bangladesh  | ?–3  | Qatar       |       |       |       |       |       |       |
| 14 tháng 9 | Philippines | 0–3  | Trung Quốc  |       |       |       |       |       |       |
| 15 tháng 9 | Qatar       | 3–1  | Philippines | 15–6  | 12–15 | 15–12 | 15–10 |       | 57–43 |
| 15 tháng 9 | Trung Quốc  | 3–0  | Úc          | 15–11 | 15–7  | 15–9  |       |       | 45–27 |

## Tứ kết
- Kết quả và điểm của các trận đấu giữa các đội đã chơi trong suốt vòng sơ khảo sẽ được tính cho vòng tứ kết.

### Bảng E
|      |            | Điểm | Trận đấu | Trận đấu | Set | Set | Set   | Điểm | Điểm | Điểm  |
| Hạng | Đội        | Điểm | T        | B        | T   | B   | Tỷ lệ | T    | B    | Tỷ lệ |
| ---- | ---------- | ---- | -------- | -------- | --- | --- | ----- | ---- | ---- | ----- |
| 1    | Kazakhstan | 6    | 3        | 0        |     |     |       |      |      |       |
| 2    | Hàn Quốc   | 5    | 2        | 1        |     |     |       |      |      |       |
| 3    | Thái Lan   | 4    | 1        | 2        |     |     |       |      |      |       |
| 4    | Pakistan   | 3    | 0        | 3        |     |     |       |      |      |       |

| Ngày       |          | Điểm |            | Set 1 | Set 2 | Set 3 | Set 4 | Set 5 | Tổng  |
| ---------- | -------- | ---- | ---------- | ----- | ----- | ----- | ----- | ----- | ----- |
| 16 tháng 9 | Thái Lan | 0–3  | Hàn Quốc   | 8–15  | 10–15 | 4–15  |       |       | 22–45 |
| 16 tháng 9 | Pakistan | ?–3  | Kazakhstan |       |       |       |       |       |       |
| 17 tháng 9 | Pakistan | ?–3  | Hàn Quốc   |       |       |       |       |       |       |
| 17 tháng 9 | Thái Lan | 0–3  | Kazakhstan | ?–15  | 9–15  | 0–15  |       |       | ?–45  |

### Bảng F
|      |            | Điểm | Trận đấu | Trận đấu | Set | Set | Set   | Điểm | Điểm | Điểm  |
| Hạng | Đội        | Điểm | T        | B        | T   | B   | Tỷ lệ | T    | B    | Tỷ lệ |
| ---- | ---------- | ---- | -------- | -------- | --- | --- | ----- | ---- | ---- | ----- |
| 1    | Nhật Bản   | 6    | 3        | 0        | 9   | 0   | MAX   |      |      |       |
| 2    | Trung Quốc | 5    | 2        | 1        | 6   | 3   | 2.000 |      |      |       |
| 3    | Úc         | 4    | 1        | 2        | 3   | 6   | 0.500 | 91   | 135  | 0.674 |
| 4    | Iran       | 3    | 0        | 3        | 0   | 9   | 0.000 |      |      |       |

| Ngày       |          | Điểm |            | Set 1 | Set 2 | Set 3 | Set 4 | Set 5 | Tổng  |
| ---------- | -------- | ---- | ---------- | ----- | ----- | ----- | ----- | ----- | ----- |
| 16 tháng 9 | Nhật Bản | 3–0  | Úc         | 15–4  | 15–4  | 15–9  |       |       | 45–17 |
| 16 tháng 9 | Iran     | 0–3  | Trung Quốc |       |       |       |       |       |       |
| 17 tháng 9 | Iran     | 0–3  | Úc         | 14–16 | 7–15  | 14–16 |       |       | 35–47 |
| 17 tháng 9 | Nhật Bản | 3–0  | Trung Quốc | 15–13 | 15–10 | 15–9  |       |       | 45–32 |

## Vòng cuối

### Trang vị trí thứ 5–8
|  | Vị trí thứ 5–8                 | Vị trí thứ 5–8 |                                |   | Vị trí thứ 5 | Vị trí thứ 5 |
|  |                                |                |                                |   |              |              |
|  | 18 tháng 9 – Nakhon Ratchasima |                |                                |   |              |              |
|  |                                |                |                                |   |              |              |
|  | Thái Lan                       | ?              |                                |   |              |              |
|  | Thái Lan                       | ?              | 19 tháng 9 – Nakhon Ratchasima |   |              |              |
|  | Iran                           | 3              |                                |   |              |              |
|  | Iran                           | 3              | Iran                           | 3 |              |              |
|  | 18 tháng 9 – Nakhon Ratchasima |                | Iran                           | 3 |              |              |
|  |                                | Úc             | 0                              |   |              |              |
|  | Úc                             | Úc             | 0                              | 3 |              |              |
|  | Úc                             |                |                                | 3 |              |              |
|  | Pakistan                       | 0              |                                |   |              |              |
|  | Pakistan                       | 0              | Vị trí thứ 7                   |   |              |              |
|  |                                |                |                                |   |              |              |
|  | 19 tháng 9 – Nakhon Ratchasima |                |                                |   |              |              |
|  |                                |                |                                |   |              |              |
|  | Thái Lan                       | 3              |                                |   |              |              |
|  | Thái Lan                       | 3              |                                |   |              |              |
|  | Pakistan                       | ?              |                                |   |              |              |

| Ngày       |          | Điểm |          | Set 1 | Set 2 | Set 3 | Set 4 | Set 5 | Tổng  |
| ---------- | -------- | ---- | -------- | ----- | ----- | ----- | ----- | ----- | ----- |
| 18 tháng 9 | Thái Lan | ?–3  | Iran     |       |       |       |       |       |       |
| 18 tháng 9 | Úc       | 3–0  | Pakistan | 15–12 | 15–6  | 15–3  |       |       | 45–21 |

| Ngày       |          | Điểm |          | Set 1 | Set 2 | Set 3 | Set 4 | Set 5 | Tổng  |
| ---------- | -------- | ---- | -------- | ----- | ----- | ----- | ----- | ----- | ----- |
| 19 tháng 9 | Thái Lan | 3–?  | Pakistan |       |       |       |       |       |       |
| 19 tháng 9 | Iran     | 3–0  | Úc       | 15–13 | 16–14 | 16–14 |       |       | 47–41 |

### Vô địch
|  | Bán kết                        | Bán kết  |                                |   | Chung kết | Chung kết |
|  |                                |          |                                |   |           |           |
|  | 18 tháng 9 – Nakhon Ratchasima |          |                                |   |           |           |
|  |                                |          |                                |   |           |           |
|  | Kazakhstan                     | 3        |                                |   |           |           |
|  | Kazakhstan                     | 3        | 19 tháng 9 – Nakhon Ratchasima |   |           |           |
|  | Trung Quốc                     | ?        |                                |   |           |           |
|  | Trung Quốc                     | ?        | Kazakhstan                     | 0 |           |           |
|  | 18 tháng 9 – Nakhon Ratchasima |          | Kazakhstan                     | 0 |           |           |
|  |                                | Hàn Quốc | 3                              |   |           |           |
|  | Nhật Bản                       | Hàn Quốc | 3                              | 1 |           |           |
|  | Nhật Bản                       |          |                                | 1 |           |           |
|  | Hàn Quốc                       | 3        |                                |   |           |           |
|  | Hàn Quốc                       | 3        | Vị trí thứ 3                   |   |           |           |
|  |                                |          |                                |   |           |           |
|  | 19 tháng 9 – Nakhon Ratchasima |          |                                |   |           |           |
|  |                                |          |                                |   |           |           |
|  | Trung Quốc                     | 2        |                                |   |           |           |
|  | Trung Quốc                     | 2        |                                |   |           |           |
|  | Nhật Bản                       | 3        |                                |   |           |           |

| Ngày       |            | Điểm |            | Set 1 | Set 2 | Set 3 | Set 4 | Set 5 | Tổng  |
| ---------- | ---------- | ---- | ---------- | ----- | ----- | ----- | ----- | ----- | ----- |
| 18 tháng 9 | Kazakhstan | 3–?  | Trung Quốc |       |       |       |       |       |       |
| 18 tháng 9 | Nhật Bản   | 1–3  | Hàn Quốc   | 15–12 | 14–16 | 7–15  | 8–15  |       | 44–58 |

| Ngày       |            | Điểm |          | Set 1 | Set 2 | Set 3 | Set 4 | Set 5 | Tổng  |
| ---------- | ---------- | ---- | -------- | ----- | ----- | ----- | ----- | ----- | ----- |
| 19 tháng 9 | Trung Quốc | 2–3  | Nhật Bản | 11–15 | 15–7  | 15–11 | 10–15 | 10–15 | 61–63 |
| 19 tháng 9 | Kazakhstan | 0–3  | Hàn Quốc | 11–15 | 5–15  | 13–15 |       |       | 29–45 |

## Bảng xếp hạng
| Hạng | Đội               |
| ---- | ----------------- |
| 1    | Hàn Quốc          |
| 2    | Kazakhstan        |
| 3    | Nhật Bản          |
| 4    | Trung Quốc        |
| 5    | Iran              |
| 6    | Úc                |
| 7    | Thái Lan          |
| 8    | Pakistan          |
| 9    | Ấn Độ             |
| 10   | Đài Bắc Trung Hoa |
| 11   | New Zealand       |
| 12   | Qatar             |
| 13   | Sri Lanka         |
| 14   | Kuwait            |
| 15   | Philippines       |
| 16   | Bangladesh        |

| Giải bóng chuyền nam Vô địch châu Á 1993 |
| ---------------------------------------- |
| · Hàn Quốc · Lần 2                       |